# Basilica della Natività
La basilica della Natività è una basilica di Betlemme eretta nel luogo dove un'antica tradizione ricorda la nascita di Gesù. È costituita dalla combinazione di due chiese e da una cripta, la grotta della Natività, il luogo in cui Gesù sarebbe nato.
Nel giugno 2012, la basilica della Natività è stata inserita nella lista del patrimonio mondiale dell'umanità dell'UNESCO, su richiesta dello Stato di Palestina.
La basilica della Natività è una delle mete principali dei pellegrinaggi che visitano la Terra santa, insieme alla basilica dell'Annunciazione di Nazareth e alla basilica del Santo Sepolcro di Gerusalemme.

## Storia
Sofronio Eusebio Girolamo afferma che sul luogo in cui Gesù aveva emesso il suo primo vagito era stato realizzato un bosco consacrato al dio Adone. Verso il 330, su iniziativa dell'imperatore Costantino I e dell'augusta Elena, ebbe inizio la costruzione dell'attuale basilica. Lavori di restauro e ampliamento vennero avviati nel VI secolo dall'imperatore Giustiniano I, in seguito alla distruzione causata dalla rivolta dei Samaritani: venne rialzato il pavimento dell'atrio di circa un metro e aggiunto un nartece.
Nel 614 la basilica riuscì a salvarsi dalla distruzione dei persiani grazie alla presenza, sul prospetto del tempio, della raffigurazione dei Re Magi nel costume nazionale persiano. L'edificio di culto venne quindi risparmiato anche dall'invasione araba e, nel corso del tempo, è stato quindi ulteriormente esteso, con la costruzione di nuove cappelle e monasteri.

### Assedio del 2002
Tra il 2 aprile e il 10 maggio 2002, nell'ambito dell'Operazione Scudo difensivo, le Forze di difesa israeliane occuparono Betlemme e tentarono la cattura di alcuni militanti palestinesi ricercati. Decine di questi si rifugiarono nella basilica della Natività. Dopo 39 giorni fu raggiunto un accordo con i militanti, che furono condotti in Israele e quindi esiliati in Europa e nella Striscia di Gaza.

### Restauri 2009-2020
Nel 2008 l'Autorità nazionale palestinese, con l'accordo delle tre comunità religiose (Armeni apostolici, Greci ortodossi e Cattolici rappresentati dalla Custodia di Terra Santa), nominò un comitato di esperti, presieduto dal ministro Ziad al-Bandak, con lo scopo di promuovere il restauro della Basilica. Nel 2009 il comitato incaricò un consorzio interuniversitario internazionale, sotto la guida del prof. Claudio Alessandri dell'Università di Ferrara, di verificare lo stato di conservazione dell'edificio e coordinare un programma di interventi mirati, partendo dai più urgenti. Nel 2012, in seguito all'inclusione dell'edificio nella lista UNESCO dei monumenti patrimonio dell'Umanità in pericolo, si decise di dare inizio ai lavori, affidati alla società italiana Piacenti. L'intervento iniziò nel 2013 col consolidamento del tetto ligneo, per poi procedere con la struttura architettonica del nartece, gli altri elementi lignei (in particolare la duecentesca Porta armena), i mosaici parietali, le pitture murali sulle colonne e, infine, i mosaici pavimentali. A seguito dei restauri, completati nel 2020, la Basilica è stata espunta dalla lista dei monumenti UNESCO in pericolo.

## Struttura

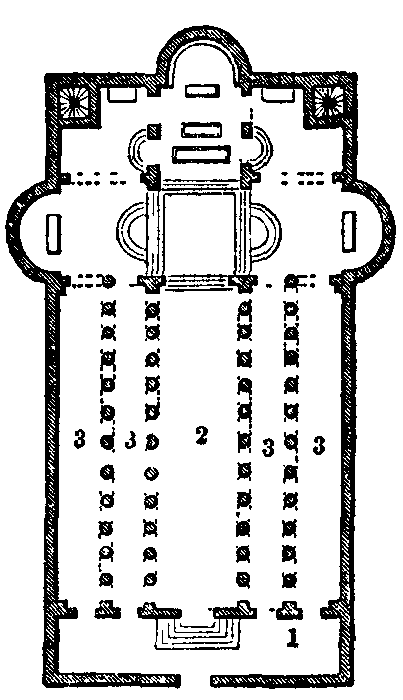
Pianta della basilica

Originariamente, all'esterno della struttura vi era un cortile che permetteva l'accesso all'atrio, costituito da colonne e da navate grandi un quarto rispetto a quelle della basilica. Il cortile, molto ampio, serviva da luogo di sosta per i pellegrini; per questo veniva allestito un piccolo mercato. La basilica misura 53,90 metri di lunghezza per 26,20 metri di larghezza nelle cinque navate (nel transetto invece è di 35,82 metri). Finché i pellegrini non furono molto numerosi, come per tutto il IV secolo, quando la comunità cristiana in Palestina era piccola, non vi erano problemi di spazio.
L'accesso alla basilica è consentito solo attraverso una porta: la Porta dell'Umiltà, più simile ad un passaggio, stretto e basso, resa così per evitare l'ingresso a cavallo come purtroppo molte volte è successo. Delle tre porte originarie è rimasta solo questa, poiché le altre due sono state murate.
Sopra la Grotta della Natività, nel lato orientale della basilica, è situata una costruzione ottagonale rialzata di tre gradini, il martyrium. Al centro dell'ottagono è situata una balaustra da cui, sporgendosi, si vede un ampio foro circolare; il foro, praticato nella volta della Grotta della Natività, consente ai visitatori di guardare all'interno. L'altare cerimoniale era probabilmente situato a poca distanza dalla costruzione ottagonale, nella navata centrale, per legare, come nella basilica di San Pietro in Vaticano, martyrium e basilica.
Al periodo dei crociati si devono le pitture in stile bizantino e i mosaici del XII secolo.

### Mosaici
La decorazione a mosaico fu eseguita tra gli anni 1165 e 1169, quando la Palestina era un regno crociato, governato dal re Amalrico I, il cui nome è citato nei mosaici. Le iscrizioni nei mosaici sono in latino e greco, segno che all'epoca vi era armonia tra le chiese cristiana e ortodossa e tra il regno latino e l'impero bizantino. I maestri che hanno lavorato sui mosaici sono siriaci e ne restano le firme: Basilios e Efrem. Gran parte della decorazione è andata perduta, ma si riconosce ancora l'impianto iconografico di base.
Nel primo livello sono raffigurati gli antenati di Gesù fino al padre putativo Giuseppe, che era della stirpe del re Davide, secondo la genealogia dei Vangeli.
Al secondo livello, intervallati con foglie di acanto, sono rappresentati i sette concili ecumenici (Nicea, 325; Costantinopoli, 381; Efeso, 431; Calcedonia, 451; Costantinopoli II, 553; Costantinopoli III, 680; Nicea II, 787); i quattro concili provinciali (Antiochia, 272; Ancira, 314; Sardi, 347; Gangra, 340 circa) e due sinodi locali (Cartagine, 254; Laodicea, IV secolo). Ogni concilio è rappresentato da un edificio sacro ed è illustrato con l'aiuto di una pergamena su cui è scritta la decisione presa in quel momento per stabilire l'umanità e la divinità di Cristo. Al livello superiore della serie di mosaici si trova la rappresentazione degli angeli che avanzano reverenti in processione, vestiti di bianco e diretti verso la Grotta della Natività. Ai piedi di uno di questi angeli è stata trovata la firma dell'artista "Basilio", probabilmente di origine siriaca.
Nel transetto della basilica si possono vedere scene tratte dai vangeli canonici: nel lato settentrionale, l'incredulità di Tommaso, l'Ascensione e la Trasfigurazione; a sud, l'ingresso trionfale di Gesù a Gerusalemme. Il kerygma presentava il riassunto della fede cristiana: la morte e Risurrezione di Gesù, al centro della fede cristiana.
I mosaici comunicano un simbolismo che serve a completarne la lettura teologica. Il bianco della veste degli angeli è simbolo della luce eterna e della grazia; il blu scuro è simbolo del mistero della vita divina e della dimora di Dio. Il rosso simboleggia l'energia divina, l'amore dello Spirito, il potere vitale del fuoco nonché il principio della vita ma anche il sangue del martirio. Il verde esprime la vita della vegetazione e quindi anche la rigenerazione dello Spirito (usato anche per re e profeti come simbolo di rigenerazione e fertilità). Il giallo appartiene alla sfera della luce; il marrone riflette la densità della materia e quindi rappresenta tutto ciò che è terrestre, mentre nelle tuniche di monaci e asceti è segno della rinuncia ai beni terreni. Il nero è assenza di luce e la Grotta della Natività è nera poiché secondo la teologia cristiana, Cristo avrebbe salvato gli uomini assumendo una condizione umana e li avrebbe redenti attraverso la sua morte. L'oro è luce immateriale, metafisica, simbolo della presenza del divino, della Teofania.

### Grotta della Natività

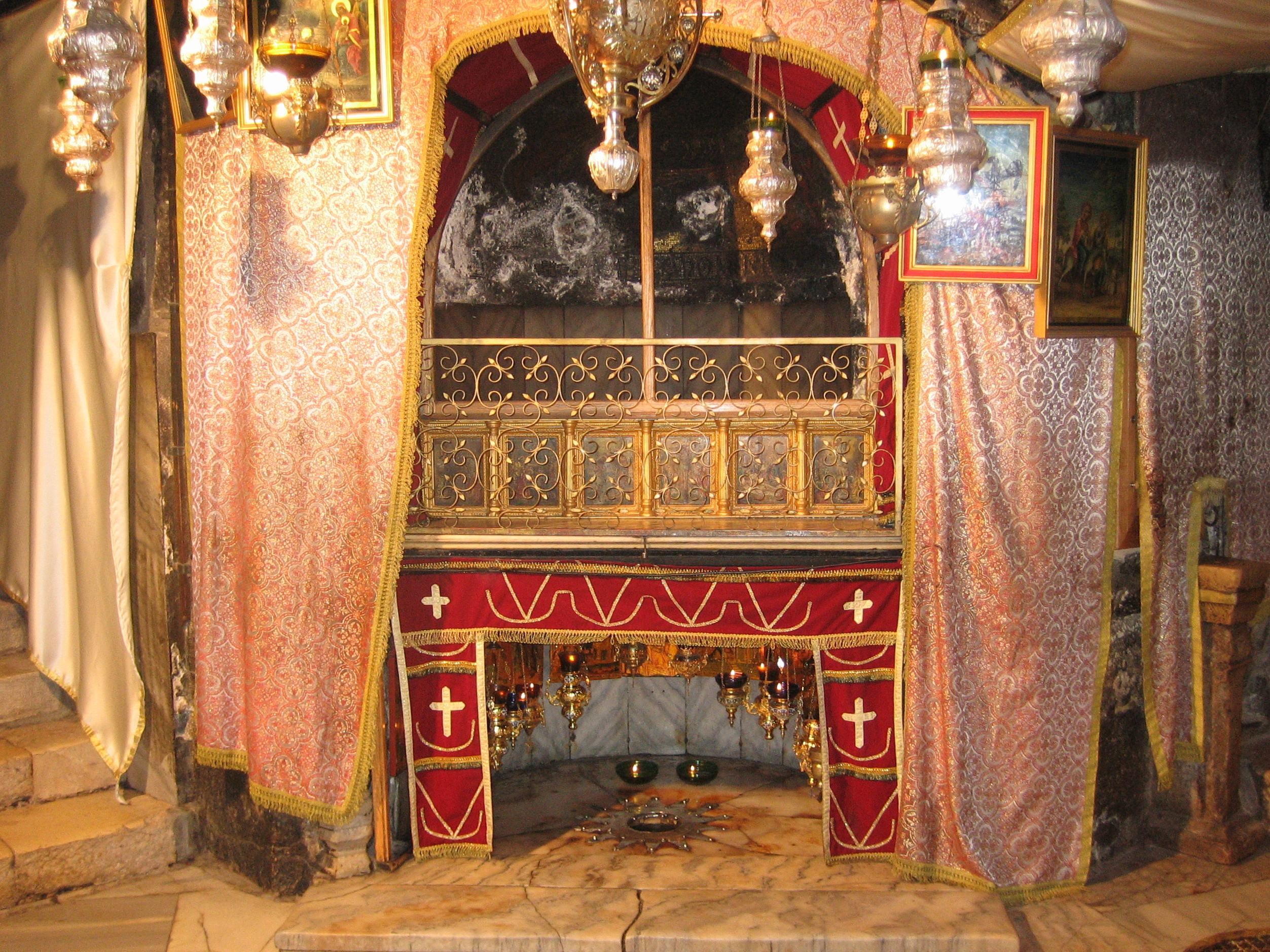
Luogo identificato con quello della nascita di Gesù

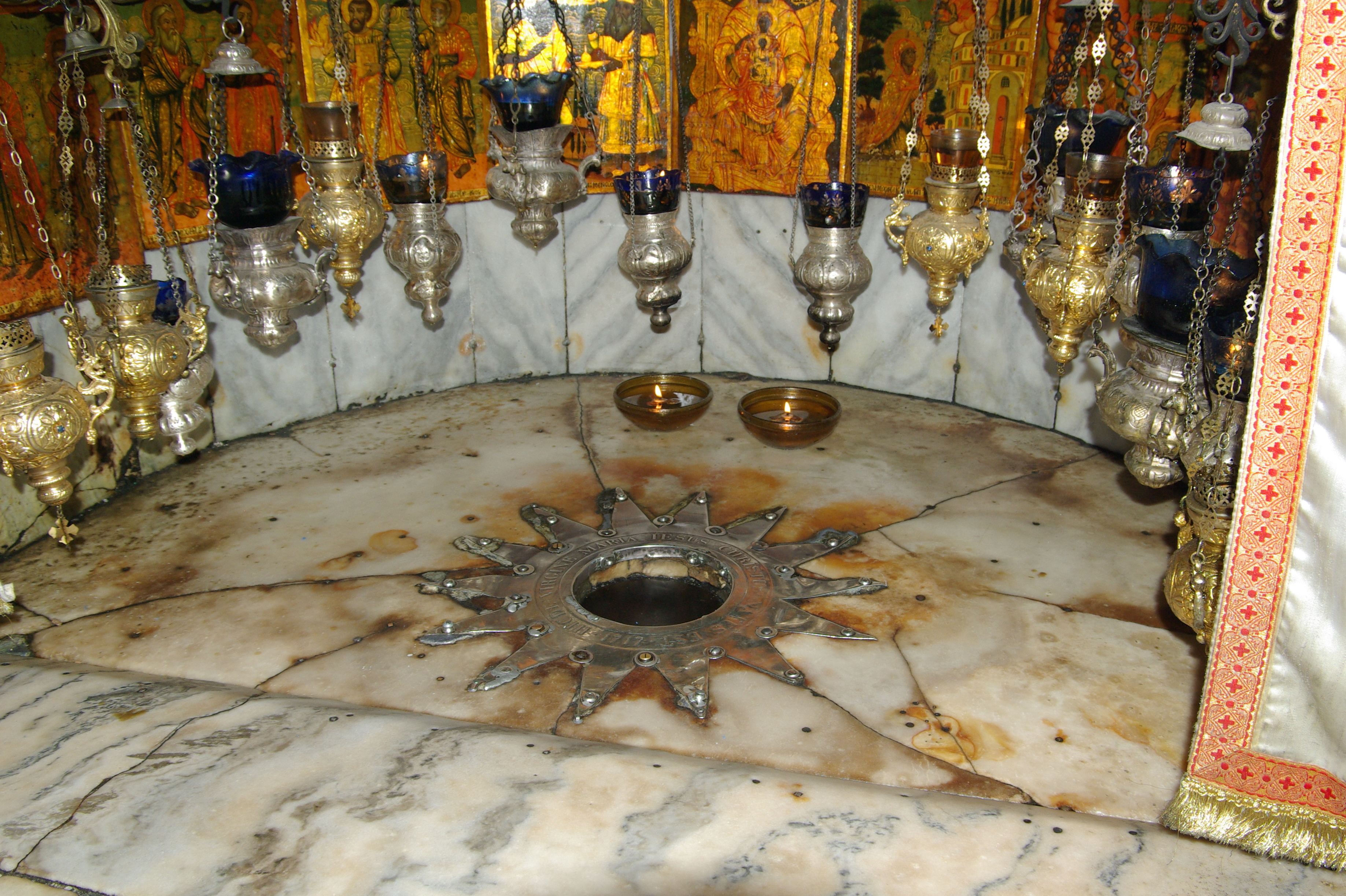
Il punto simbolicamente segnato da una stella d'argento dove secondo la tradizione nacque Gesù

A fianco dell'abside centrale sono presenti due scale che consentono l'accesso alla Grotta della Natività, una cripta di forma rettangolare lunga 12,3 metri e larga 3,5 metri. Nella grotta si evidenziano due zone distinte:
- il luogo in cui, secondo la tradizione cristiana, avrebbe avuto luogo la nascita di Gesù. Il punto è simbolicamente segnato da una stella d'argento in cui è incisa, in latino, la frase «Qui dalla Vergine Maria è nato Cristo Gesù».[7] Sopra la stella, ma non immediatamente sopra, sono sospese alcune lampade. La proprietà esclusiva di questa parte della grotta, così come del resto della basilica (a parte uno spazio riservato alla Chiesa apostolica armena) è della Chiesa greco-ortodossa;
- il luogo in cui sarebbe stata situata la mangiatoia in cui Maria avrebbe deposto il bambino Gesù subito dopo la nascita.[8] La proprietà esclusiva di questa parte della grotta è dei padri francescani della Custodia di Terra Santa.